# Makemake (planeta enano)
Makemake (denominado previamente como 2005 FY9; símbolo ) es un planeta enano ubicado en el cinturón de Kuiper, siendo el tercero en tamaño en el Sistema Solar y uno de los objetos más grandes del exterior de nuestro vecindario solar. Tiene un satélite conocido, apodado como MK2. Su diámetro corresponde a alrededor del 60% del de Plutón.
La temperatura promedio del planeta enano es extremadamente baja, alcanzado los -230 °C (o 40 K), con una superficie cubierta de metano, etano y posibles hielos de nitrógeno.
Se descubrió el 31 de marzo de 2005 por un equipo dirigido por Michael Brown, y que fue anunciado el 29 de julio de 2005, inicialmente designado como 2005 FY9 y luego, se le dio el número 136472 de planeta menor. En julio de 2008, recibió el nombre de Makemake, derivado del dios rapanui Make-Make.
En junio de 2008, la Unión Astronómica Internacional (IAU) creó la designación de plutoide, incluyendo a Makemake en la lista a potenciales candidatos y finalmente, fue clasificado como plutoide el 15 de julio de 2008.

## Historia

### Descubrimiento
Su descubrimiento se anunció el 29 de julio de 2005, el mismo día que otros dos objetos transneptunianos: Eris y Haumea.
Makemake fue descubierto por el telescopio espacial Spitzer. Las estimaciones iniciales le dieron un diámetro entre 50 % y 75 % de Plutón, tamaño que posteriormente sería precisado en el entorno de los 1450 km. Su albedo es intermedio entre el de Plutón y el de Eris, aunque aún se desconoce su densidad. Makemake es uno de los objetos del cinturón de Kuiper más grandes, solo superado por Eris y Plutón. El objeto órbita el Sol cada 308 años. Al igual que Plutón, su órbita es un poco excéntrica e inclinada, por lo cual fue finalmente catalogado como planeta enano de tipo plutoide. Makemake ha sido el tercer objeto que recibe el estatus de plutoide y el cuarto el de planeta enano.
Makemake se localiza en una región más allá de Neptuno que está poblada por pequeños cuerpos del sistema solar (a menudo referida como la región transneptuniana o cinturón de Kuiper).

### Circunstancias del descubrimiento
A pesar de ser un objeto relativamente brillante (magnitud aparente = 17 en banda V), Makemake no ha sido descubierto hasta finales de 2005, mucho después que otros objetos del cinturón de Kuiper menos brillantes. Esto probablemente se debe a que su órbita es muy inclinada, y a que actualmente se encuentra a una gran distancia sobre el plano de la eclíptica (en la constelación de Coma Berenice).
También, en la fecha del descubrimiento de Plutón (1930), Makemake se encontraba a solo unos pocos grados de la eclíptica, cerca del límite entre las constelaciones de Taurus y Auriga. Esta posición se encontraba también muy cerca del ecuador galáctico, lo que hizo casi imposible encontrarlo entre la densa concentración del fondo de estrellas de la Vía Láctea. Clyde Tombaugh continuaría buscando otros objetos durante unos años después del descubrimiento de Plutón, pero no conseguiría encontrar ni a Makemake ni a ningún otro objeto transneptuniano.

### Nombre
El objeto fue inicialmente apodado como Easterbunny (Conejo de Pascua en inglés) por sus descubridores, ya que había sido descubierto en la Semana de Pascua. Su nombre definitivo, Makemake, que corresponde al dios creador de la mitología pascuense, fue elegido para mantener una relación con la Pascua.

### Clasificación
Según el Centro de Planetas Menores Makemake es un cubewano, lo que significa que su órbita está lo bastante lejos de Neptuno para mantenerse estable durante toda la existencia del sistema solar. Los astrónomos Mike Brown, David Jewitt y Marc Buie en cambio lo clasifican como un objeto del disco disperso. A diferencia de los plutinos —que pueden cruzar la órbita de Neptuno por su resonancia 3:2 con el planeta—, los cubewanos tienen el perihelio más lejos del Sol, por lo que están libres de perturbaciones neptunianas, y excentricidades relativamente bajas (por debajo de 0,2). Orbitan alrededor del Sol de la misma forma en que lo hacen los planetas. Makemake, sin embargo, es miembro de la clase cubewana dinámicamente caliente, lo que significa que tiene una inclinación más alta que otros objetos de la misma población; probablemente sea por casualidad que esté cerca de la resonancia 11:6 con Neptuno.

## Órbita

Órbitas de Makemake, Haumea y Plutón.

En diciembre de 2015, Makemake estaba a 52,4 ua del Sol, cerca de su distancia de afelio, y lejos de la eclíptica. Tiene una órbita muy similar a la de Haumea, algo más alejada del Sol en cuanto al semieje mayor y al perihelio, con una alta inclinación de 29° y una excentricidad moderada de aproximadamente 0,16. Su periodo orbital es de casi 310 años, superior a los 248 de Plutón y 283 de Haumea. Llegará al afelio en 2033, mientras que Haumea pasó por el afelio a principios de 1992.

## Atmósfera
Se esperaba que Makemake tuviera una atmósfera similar a la de Plutón pero con una presión superficial más baja. Sin embargo, el 23 de abril de 2011, Makemake pasó frente a una estrella de magnitud 18 y bloqueó abruptamente su luz. Los resultados mostraron que Makemake actualmente carece de una atmósfera sustancial y colocó un límite superior de 4 a 12 nanobar en la presión en su superficie. 
La presencia de metano y posiblemente nitrógeno sugiere que Makemake podría tener una atmósfera transitoria similar a la de Plutón cerca de su perihelio.  El nitrógeno, si está presente, será su componente dominante.  La existencia de una atmósfera también proporciona una explicación natural para el agotamiento del nitrógeno: debido a que la gravedad de Makemake es más débil que la de Plutón, Eris y Tritón, probablemente se perdió una gran cantidad de nitrógeno a través del escape atmosférico; el metano es más liviano que el nitrógeno, pero tiene una presión de vapor significativamente menor a las temperaturas predominantes en la superficie de Makemake (32-36 K),  que dificulta su escape; el resultado de este proceso es una mayor abundancia relativa de metano. Sin embargo, los estudios de la atmósfera de Plutón realizados por New Horizons sugieren que el gas de escape dominante es el metano, no el nitrógeno, lo que sugiere que las razones de la ausencia de nitrógeno de Makemake pueden ser más complicadas.

## Satélite

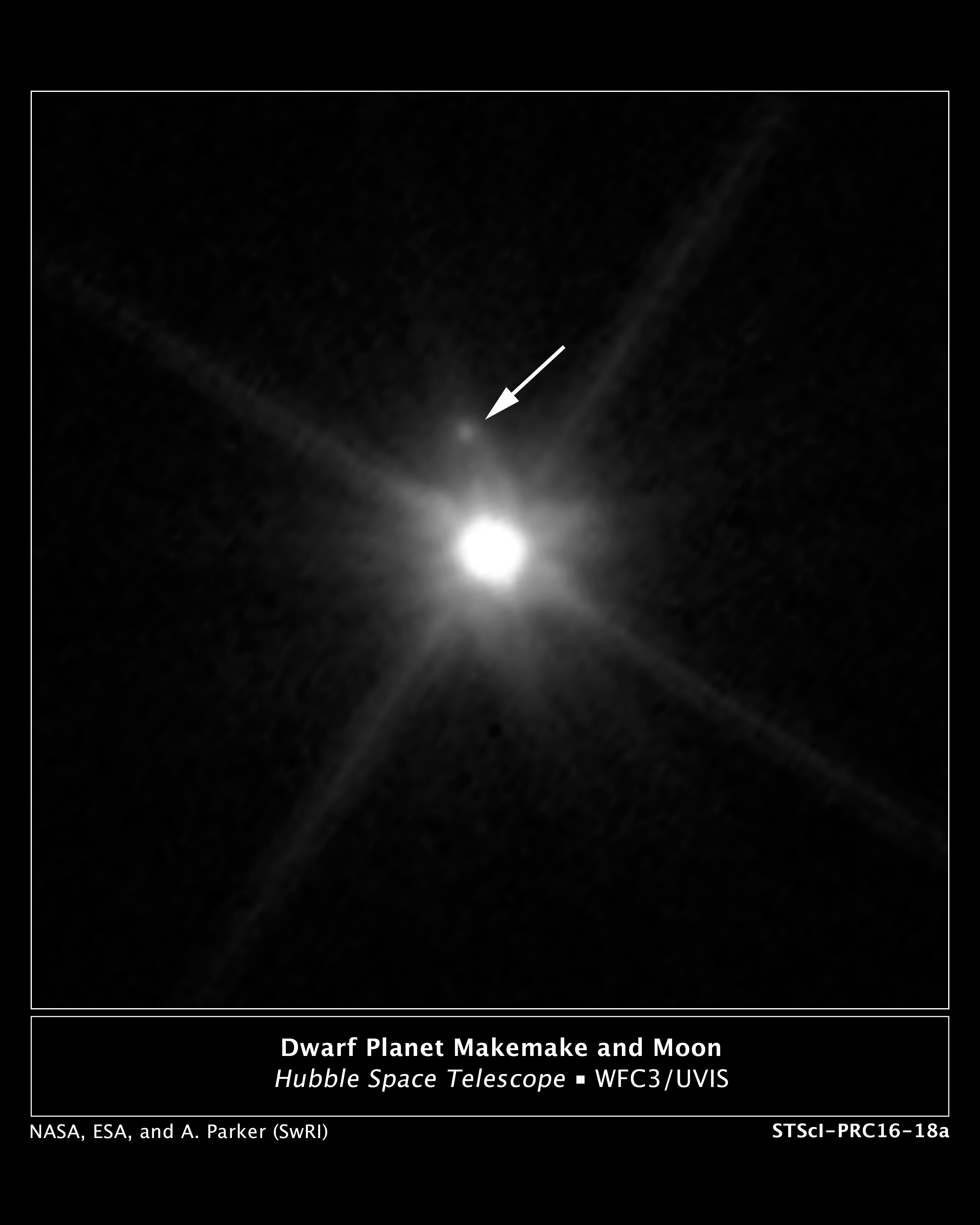
El planeta enano Makemake y su luna S/2015 (136472) 1.

El 26 de abril de 2016, un equipo de astrónomos usando observaciones del telescopio espacial Hubble de abril de 2016 anunció el descubrimiento de un satélite de unos 175 km de diámetro (para un albedo estimado del 4%) en órbita alrededor de Makemake a una distancia aproximada de 21 000 km y un período de unos 12,4 días (según una órbita circular). Ha recibido el nombre provisional de S/2015 (136472) 1.
La mayoría de los grandes objetos transneptunianos tiene al menos un satélite: Eris tiene uno; Haumea, dos; y Plutón, cinco. De Sedna y (225088) 2007 OR10 no se conocen satélites. Se espera que entre el 10 % y el 20 % de los objetos transneptunianos tengan al menos un satélite. Debido a que los satélites ofrecen un método simple para medir la masa del objeto central, este satélite debería conducir a una mejor estimación de la masa de Makemake.

## Exploración

Makemake, indicado con barras rojas, fotografiado por la nave espacial New Horizons en octubre de 2007.

Makemake fue observado desde lejos por la nave espacial New Horizons en octubre de 2007 y enero de 2017, desde distancias de 52 AU y 70 AU, respectivamente. La trayectoria de salida de la nave espacial permitió observaciones de Makemake en ángulos de fase altos que de otro modo no se podrían obtener desde la Tierra, lo que permitió determinar las propiedades de dispersión de la luz y el comportamiento de la curva de fase de la superficie de Makemake.
Se ha calculado que una misión de sobrevuelo a Makemake podría tardar poco más de 16 años utilizando la asistencia gravitatoria de Júpiter, basándose en una fecha de lanzamiento del 21 de agosto de 2024 o el 24 de agosto de 2036. Makemake estaría aproximadamente a 52 AU del Sol cuando llegase la nave espacial.